# De Dion-Bouton Type DK
Der De Dion-Bouton Type DK ist ein Pkw-Modell aus den 1910er Jahren. Hersteller war De Dion-Bouton aus Frankreich.

## Beschreibung
Die Zulassung durch die nationale Zulassungsbehörde erfolgte am 15. Januar 1912. Es ist eine Variante des Type DJ mit anderer Hinterachse und hat keinen direkten Vorgänger.
Der Vierzylindermotor hat 80 mm Bohrung, 140 mm Hub und 2815 cm³ Hubraum. Er war damals in Frankreich mit 18 Cheval fiscal (Steuer-PS) eingestuft. Bei 1500 Umdrehungen in der Minute leistet er 24 bhp. Die Höchstleistung des Motors ist nicht bekannt. Er ist vorne im Fahrgestell montiert und treibt über ein Vierganggetriebe und eine Kardanwelle die Hinterräder an. Der Wasserkühler ist direkt vor dem Motor hinter einem deutlich sichtbaren Kühlergrill.
Die Basis bildet ein Pressstahlrahmen. Der Radstand beträgt 3170 mm und die Spurweite 1400 mm.
Bekannt sind Aufbauten als Doppelphaeton.
Das Modell wurde elf Monate lang produziert. Nachfolger wurde der Type DZ, der am 30. November 1912 seine Zulassung erhielt.